# Hambühren
Hambühren là một đô thị ở huyện huyện Celle, trong bang Niedersachsen, nước Đức. Đô thị Hambühren có diện tích 56,7 km². Đô thị này có cự ly khoảng 7 km về phía tây của Celle.